# Georg Agricola
Georg Agricola (o Georgius, o Gregorio) (Glauchau, 24 marzo 1494 – Chemnitz, 21 novembre 1555) è stato uno scienziato e mineralogista tedesco.
È conosciuto come il padre della mineralogia. Il suo vero nome era Georg Pawer (o Georg Bauer); Agricola è la versione latina del suo nome, dato che Bauer significa contadino.

## Biografia

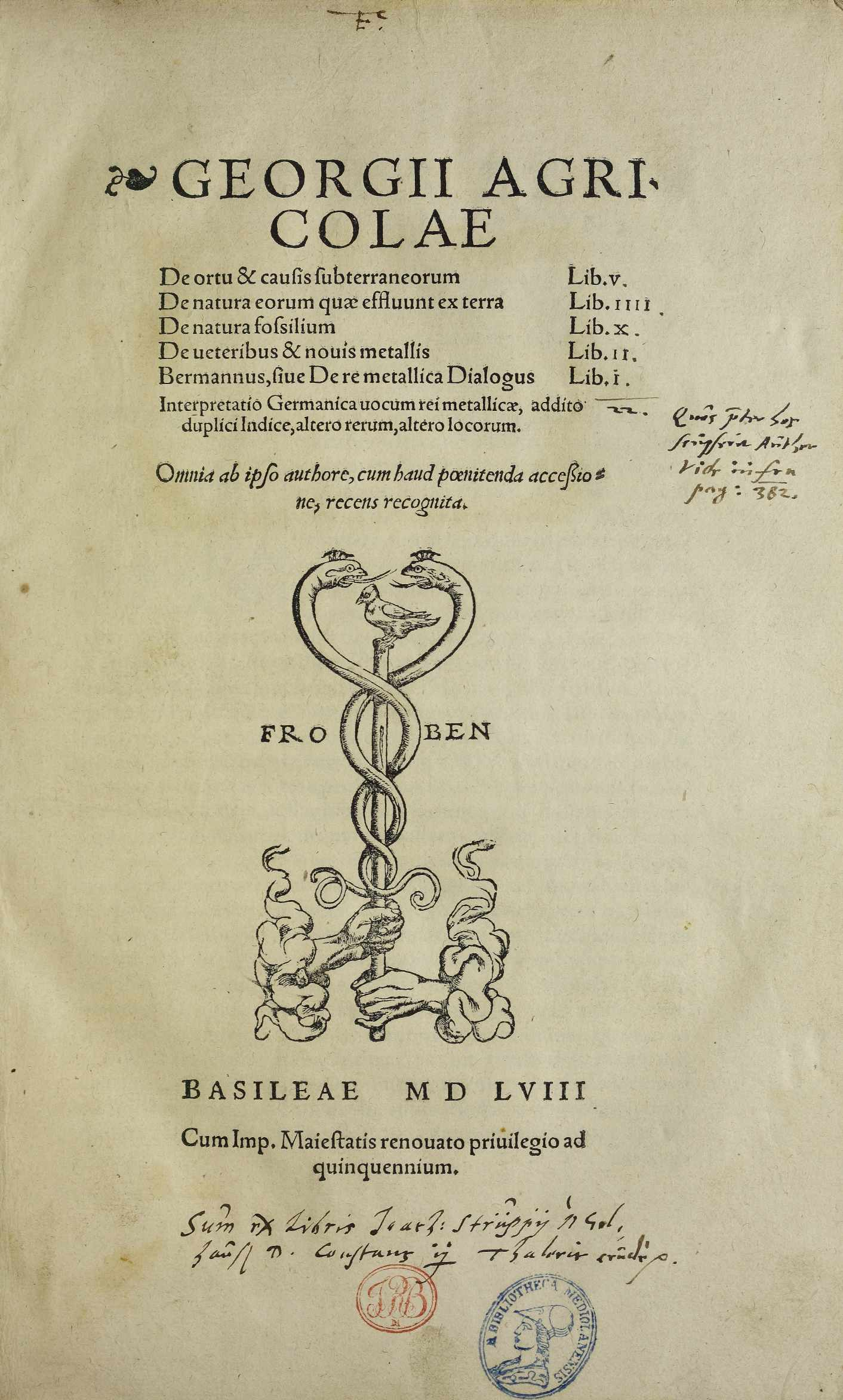
Raccolta delle opere di Agricola, edizione del 1558

Dotato di un precoce intelletto, fin da giovane volse tutto sé stesso alla ricerca di nuovi metodi per apprendere, tanto che all'età di vent'anni venne nominato rettore straordinario di greco alla cosiddetta Grande Scuola di Zwickau, in Germania, e iniziò anche la sua carriera di scrittore in filologia. Dopo due anni si ritirò da questo incarico per proseguire i suoi studi a Lipsia, dove, come rettore, ricevette il supporto del professore di classici Petrus Mosellanus (1493-1524), un celebrato umanista del tempo, con cui Agricola era già in corrispondenza. Qui votò sé stesso agli studi di medicina, fisica, e chimica. Dopo la morte di Mosellanus, egli fece un viaggio in Italia dal 1524 al 1526, dove conseguì il suo dottorato.
Agricola tornò a Zwickau nel 1527, e fu scelto come fisico della città a Jáchymov (in tedesco Joachimsthal), un importante centro minerario e metallurgico boemo, dato che il suo obiettivo era in parte quello di "riempire il vuoto nell'arte curativa", e in parte di testare lo stato dell'arte della letteratura mineralogica, attraverso meticolose osservazioni di giacimenti minerari e dei metodi di trattamento dei minerali. La sua profonda conoscenza della filologia e della filosofia lo aveva abituato al pensiero sistematico, fornendogli la capacità di teorizzare i suoi studi e osservazioni sui minerali in un sistema logico, che cominciò a pubblicare nel 1528.
Il suo dialogo Bermannus, sive de re metallica dialogus (1530), il primo tentativo di portare la conoscenza dal puro piano teorico della scienza del tempo a quello pratico del lavoro, portò Agricola alla ribalta, tanto che il libro comincia con una lettera di apprezzamento di Erasmo da Rotterdam.
Sempre nel 1530 il Principe Elettore Maurizio di Sassonia lo nominò storiografo, dandogli un contratto annuale, e così Agricola emigrò a Chemnitz, il centro dell'industria mineraria dell'epoca, in modo tale da poter ampliare il suo raggio di osservazione. I cittadini mostrarono di apprezzare molto i suoi studi, nominandolo fisico della città nel 1533. Nello stesso anno, egli pubblicò un libro sul sistema di pesi e misure di Greci e Romani, intitolato De Mensuis et Ponderibus.
Fu anche eletto borgomastro di Chemnitz. La sua popolarità, tuttavia, fu di breve vita. Chemnitz, infatti, fu un violento centro del movimento protestante, mentre Agricola non aveva mai abbandonato la fede nella vecchia religione cattolica; fu così che fu obbligato ad abbandonare il suo posto pubblico, rassegnando le dimissioni dalla carica di borgomastro. Si ritirò a vita privata, lontano dai movimentati contenziosi dell'epoca, votandosi interamente allo studio. Il suo interesse principale restava sempre la mineralogia, anche se continuava a occuparsi di medicina, matematica, teologia e storiografia. La sua principale opera storica fu il Dominatores Saxonici a prima origine ad hanc aetatem, pubblicato a Freiberg, in Sassonia. Nel 1544 pubblicò il De ortu et causis subterraneorum, in cui poneva le basi della geologia fisica e della geologia applicata, criticando le vecchie teorie sull'argomento. Nel 1545 seguì il De natura eorum quae effluunt e terra, nel 1546 il De veteribus et novis metallis, un compendio sulla scoperta e occorrenza dei minerali, mentre nel 1548 pubblicò il De animantibus subterraneis, a cui seguirono negli anni seguenti svariate piccole pubblicazioni sui metalli.

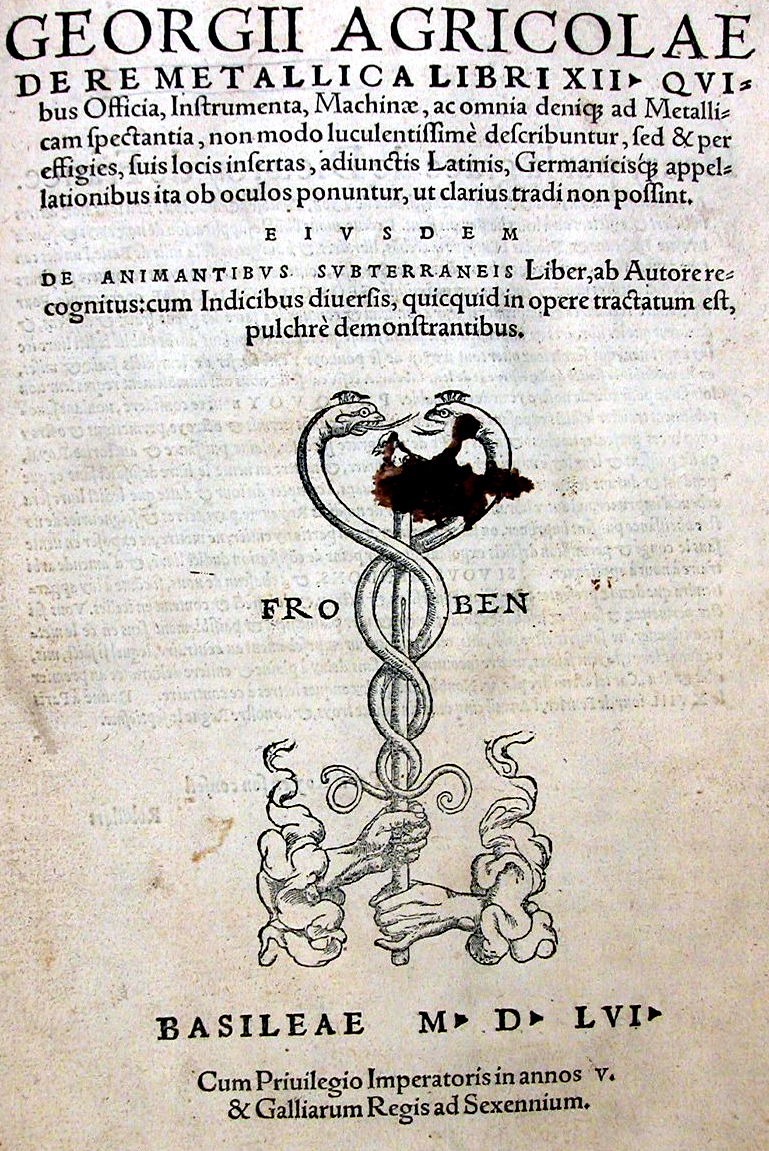
De re metallica libri ХІІ, edizione del 1556

Il suo lavoro più famoso, il De re metallica libri ХІІ, fu pubblicato nel 1556, sebbene apparentemente sia stato terminato molti anni prima, vista che la dedica all'elettore e suo fratello è datata 1550. Questo libro è un completo e sistematico trattato sull'attività mineraria e sulla metallurgia, ed è illustrato con raffinate e interessanti xilografie, e inoltre contiene in appendice gli equivalenti in tedesco dei termini tecnici usati nel testo in latino. Questo libro è rimasto a lungo un'opera di riferimento, e pone il suo autore tra i più esperti chimici del suo tempo. Credendo che la roccia nera di Schlossberg presso Stolpen fosse la stessa del basalto di Plinio il Vecchio, le assegnò questo nome, originando così un termine petrologico che è rimasto permanentemente nel vocabolario scientifico.
Nonostante la prova di tolleranza che Agricola aveva nella questione religiosa, non finì la sua vita in pace. Rimase fino alla fine uno strenuo cattolico, sebbene tutti a Chemnitz fossero diventati luterani; e si dice che Agricola morì per un attacco di apoplessia dovuta a un'accesa discussione con un teologo protestante. Morì a Chemnitz il 21 novembre 1555, ed era così violento il risentimento teologico nei suoi confronti, che non fu neanche sepolto nella città a cui aveva dato lustro. Tra due ali di dimostranti, fu portato a Zeitz, a sette chilometri e mezzo di distanza (7 miglia terrestri prussiane) da Chemnitz, e fu sepolto nella chiesa parrocchiale della città.
Il De Re Metallica è considerato un documento classico dell'alba della metallurgia, rimasto insuperato per due secoli. Nel 1912 il Mining Magazine di Londra ne pubblicò una traduzione fatta dall'ingegnere minerario americano Herbert Hoover, oggi meglio ricordato nella sua veste di presidente degli Stati Uniti d'America, e da sua moglie Lou Henry Hoover.

## Opere
- De re metallica libri XII. Springer, Berlino 2004, ISBN 3-540-20870-4
- Bermannus sive de re metallica. Belles Lettres, Parigi 1990, ISBN 2-251-34504-3 (Nachdruck der Ausgabe Basel 1530)
- De animantibus subterraneis liber. VDI-Verlag, Düsseldorf 1978, ISBN 3-18-400400-7 (Nachdruck der Ausgabe Basel 1549)
- De natura eorum, quae effluunt ex terra. SNM, Bratislava 1996, ISBN 80-85753-91-X (Nachdruck der Ausgabe Basel 1546)
- De natura fossilium libri X. Dover Publications, Mineola, N.Y. 2004, ISBN 0-486-49591-4 (Nachdruck der Ausgabe Basel 1546)
- 1544: De ortu et causis subterraneorum libri V
- 1546: De veteribus et novis metallis libri II
- 1550: De mensuris quibus intervalla metimur liber
- 1550: De precio metallorum et monetis liber III
- (LA) [Opere], Basel, Hieronymus Froben & Nikolaus Episcopius (1.), 1550.
  - (LA) [Opere], Basel, Hieronymus Froben & Nikolaus Episcopius (1.), 1558.